# Капітан першого рангу (фільм)
«Капітан першого рангу» — радянський фільм 1958 режисера Олександра Мандрикина за мотивами однойменного роману А. С. Новікова-Прибоя.Фільм знятий на кіностудії «Талліннфільм» — перший знятий в Естонії фільм у широкоекранному форматі.
Один із найбільш вдалих творів естонського кіно — широкоекранний фільм «Капітан першого рангу», створений 1958 року. В основу його покладено відомий роман Новікова-Прибоя. Картина підкорює глядачів талановитою грою акторів і глибоко соціальним змістом.— Естонія очима друзів / П. Сіркес. - Кишинів: Картія Молдовеняске, 1963. - 68 с. - стор. 66

## Сюжет
Багато поневірянь пройшов матрос Захар Псалтирьов у царському флоті, де мордобій і знущання з людини увійшли у звичай. Але завдяки природному розуму та завзятості малограмотний простий селянський хлопець зумів уникнути долі багатьох своїх товаришів, які спилися, втратили людську гідність. Капітан 1-го рангу Лезвін, командир крейсера «Святослав», що сам задихається у важкій атмосфері царського самодержавства, по-батьківському полюбив свого вістового за його просту руську душу, кмітливий розум, любов до батьківщини та ненависть до несправедливості. Багато чого навчився Захар у Лезвіна, але незабаром їм довелося розлучитися. Захар стає активним підпільником-більшовиком. Минають роки воєн і революцій, важкого часу становлення Радянської влади, і настає день, коли Захар повертається на свій корабель капітаном 1-го рангу і стає його командиром.

## В ролях
- Борис Ліванов — Микола Васильович Лезвін
- Михайло Орлов — Захар Псалтирьов
- Володимир Ємельянов — Віктор Григорович Железнов, віцеадмірал
- Олев Ескола — граф Леопольд Еверлінг
- Нінель Мишкова — Лезвіна.
- Галина Інютіна — Настасся, мати Валі
- Еве Ківі — Валя
- Аста Віханді — Луїза Еверлінг
- Борис Жуковський — контрадмірал Віслоухов
- Валентин Архипенко — Лаврентій Касьянович Кудінов, боцман
- В'ячеслав Сірін — Гаврило Тітов, матрос
- Михайло Дубрава — матрос Сергєєв
- Павло Первушин — епізод
- Вольдемар Алев — епізод
- Антс Лаутер — епізод
- Галина Кравченко — епізод

## Знімальна група
- Режисер — Олександр Мандрикин
- Сценаристи — Юрій Кротков, за романом А. С. Новікова-Прибоя
- Оператор — Юлий Кун
- Композитор — Еуген Капп
- Художник — Пеетер Лінцбах

## Фестивалі та нагороди
Фільм брав участь у Всесоюзному кінофестивалі (1959), отримав другу премію за роботу звукооператора.